# Quando Deus Castiga
Quando Deus Castiga ou Como Deus Castiga é um filme mudo brasileiro do gênero drama de 1919, dirigido inicialmente por Eugênio Fonseca Filho, com as gravações sendo finalizadas por José Medina. Escrito por Philomeno Collado e fotografado por Gilberto Rossi, era uma produção da Rossi-Film.
As gravações foram iniciadas com Eugênio Fonseca Filho na direção. Durante as filmagens do longa, um dos atores acabou falecendo, o que fez Gilberto Rossi deixar o filme de lado. A produção foi reiniciada com o novo diretor, José Medina, que finalizou o filme.

## Sinopse
História de um carrasco sádico que executava os prisioneiros de um castelo espanhol; os infelizes, muitas vezes inocentes, eram jogados numa masmorra infecta e submetidos às mais ignóbeis torturas. No final, o carrasco recebe o seu castigo: é obrigado a executar, com os mesmos requintes de sadismo que empregava com os outros prisioneiros, o seu próprio filho.

## Elenco
- Inocência Collado
- Antonio Tagliaferro
- Rafael Franco
- Maria Luiza Rodrigues
- Carlos Ferreira

## Preservação
Quando Deus Castiga nunca chegou a ser lançado, pois seus negativos originais foram perdidos em um incêndio, antes de serem copiados. O único material sobrevivente do longa é uma fotografia publicada na revista Cinearte em 1930.